# Рис та горох
Рис та горох (англ. rice and peas) або Горох та рис — традиційна їжа на Карибських островах. Горох — зазвичай це голубиний горох, але його часто замінюють квасолею, а страву часто подають з карі з козлятини.
У 1961 році лінгвіст і лексикограф Фредерік Дж. Кессіді зазначив, що страва згадувалася як символ Ямайки.

## Англо-Кариби
Рис та горох є основою кухонь Багамських островів, Ямайської кухні, Барбадоської кухні та багатьох інших англомовних островів Карибського басейну. На Багамах він відомий як peas n' rice, звідки і назва Багамської пісні "Mama Don't Want No Peas an 'Rice an 'Cocoanut Oil". Страва зроблена з рисом і будь-якими доступними бобовими культурами, такими як квасоля, голубиний горох або коров'ячий горох. Поєднання зерна з бобовими культурами утворює «повний білок»: джерело білка, яке містить достатню частку кожної з дев'яти незамінних амінокислот необхідних в людському раціоні.
Горох відварюють із насінням перцю та часником до готовності. Перець Scotch bonnet, чебрець, цибуля, тертий імбир і кокосове молоко потім додають разом з рисом і залишають на повільному вогні до готовності.
Варіанти рецепту включають використання солоної свинини або яловичини замість солі. Куриця також використовується в гаянських варіаціях цієї страви і відома як cookup rice. Це надає страві аромату та знижує потребу в додатковому білку.
Рис та горох, класична недільна їжа, зазвичай подають з тушкованим м'ясом, наприклад, з куркою, яловичиною, бараниною або свининою, або рибою або морепродуктами, такими як креветки, краби або королівська риба. Голубий горох чи горох гунго асоціюється з Різдвом.

## США
Скакун Джон — страва, яку подають на півдні Сполучених Штатів, що складається з чорноокого гороху (або польового гороху) і рису, нарізаної цибулі та нарізаного бекону.